# Eduard Gaebler

Eduard Gaebler, 1909

Unterschrift Hochachtungsvoll Ed. Gaebler vom 31. Januar 1880.

Eduard Gaebler, eigentlich Friedrich Eduard Gäbler (* 22. Januar 1842 in Pegau; † 8. November 1911 in Rüssen) war ein deutscher Kupferstecher, Lithograf, Kartograf und Verleger.

## Leben

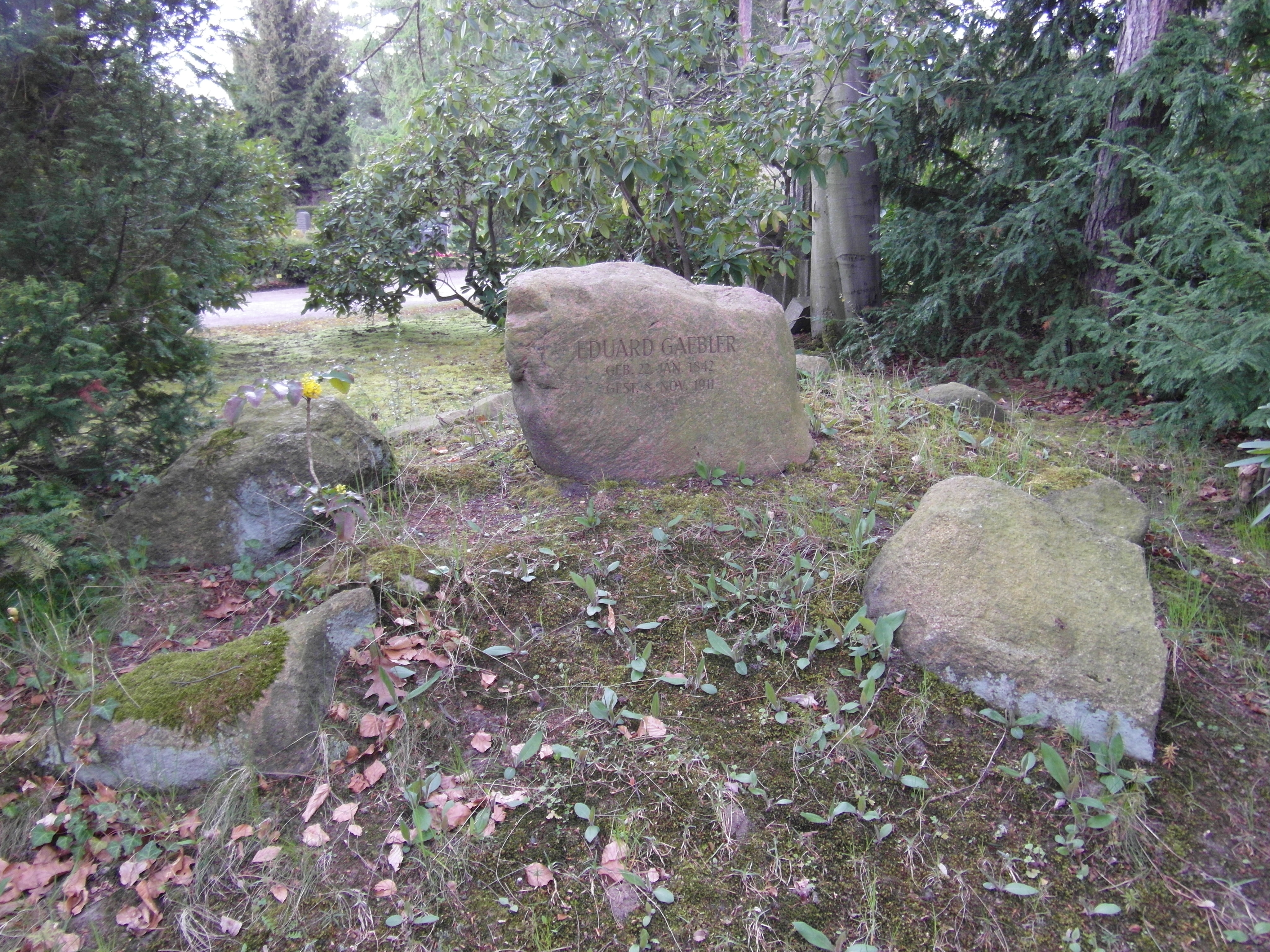
Grabstätte von Eduard Gaebler auf dem Südfriedhof in Leipzig

Eduard Gaebler, der älteste Sohn unter den zehn Kindern eines Fleischermeisters aus dem sächsischen Pegau, wandte sich nach dem Besuch der Progymnasiums dem grafischen Gewerbe zu. Aufgrund seiner vielseitigen künstlerischen Begabung konnte Gaebler in dem Kunstinstitut von Albert Henry Payne in Leipzig eine umfassende Ausbildung zum Stahl- und Kupferstecher durchlaufen. Er spezialisierte sich auf die Kartografie und den Karten- und Illustrationsdruck, für den er zusammen mit seinem Bruder Robert Gaebler ein neues, für Buchdruckschnellpressen geeignetes Reproduktionsverfahren entwickelte, die auf der Zinkografie basierende Pantatypie. Auf Weltausstellungen wurde er dafür mehrfach ausgezeichnet.
Im Jahr 1866 errichtete er seine eigene Anstalt für geografischen und kalligrafischen Kupfer- und Stahlstich in Leipzig. Diese gab er zunächst auf, um 1874 bis 1879, ebenfalls in Leipzig, das geografisch-artistische Institut des Verlages von George Westermann aufzubauen und zu leiten. Als George Westermann im Jahr 1879 starb, übernahm Gaebler den Leipziger Verlagsableger. Im Gesamt-Verlags-Katalog des Deutschen Buchhandels wird als Gründungsdatum für Eduard Gaeblers Geographisches Institut der 5. Dezember 1879 angegeben. Mit seiner eigenständigen geografischen und lithografischen Kunstanstalt, die er um eine Druckerei erweiterte, begründete Eduard Gaebler seinen Ruf als versierter Kartograf. Dort entstanden zwischen 1880 und 1894 die Entwürfe und Reinzeichnungen für die Schulatlanten für höhere Lehranstalten, die er zusammen mit Carl Diercke im Auftrag des Westermann-Verlags bearbeitete und herausgab. Zu seinen weiteren Arbeiten zählten ein Himmelsatlas, ein Städteatlas des Deutschen Reichs, ein großer Handatlas, Reise- und Wanderkarten, Auto- und Radfahrkarten, zahlreiche Schulatlasausgaben und ein umfangreiches Schulwandkartenprogramm.
Nach seinem Tod blieb das Unternehmen in Familienbesitz. Im Jahr 1935 meldete der Verlag Konkurs an und wurde 1941 von der Deutschen Zentraldruckerei AG übernommen. Eine Wiederaufnahme des Betriebs blieb nach 1945 aus.

## Publikationen
- Kontor-und Bureau-Wandkarte des Deutschen Reiches: zugleich Übersichtskarte für Radfahrer, Leipzig, 1900
- Eduard Gaebler's systematischer Schulatlas: für jedes Land und jede Provinz in besonderer Ausgabe, Leipzig: Lang, 1904
- Gaeblers kleiner Hand-Atlas. Über alle Teile der Erde. In 114 Haupt- und Nebenkarten auf 80 Tafeln. Mit einem alphabetischen Namensverzeichnis. Mit länderkundlichen Darstellungen von Dr. R. Buschick, Leipzig, 1933